# Alaptus extremus
Alaptus extremus är en stekelart som beskrevs av Soyka 1939. Alaptus extremus ingår i släktet Alaptus och familjen dvärgsteklar. Inga underarter finns listade i Catalogue of Life.